# Monumento al indio Motilón
El Monumento a la raza Motilón-Barí (más conocido por los cucuteños como El indio Motilón), es un monumento ubicado en la ciudad de Cúcuta, Norte de Santander (Colombia). Fue creada por el escultor colombiano Hugo Martínez González e inaugurado el 7 de agosto de 1968. La escultura se erigió para honrar y recordar a los indígenas que habitaban en El Catatumbo.

## Historia
El monumento a la raza Motilón-Barí conmemora al Pueblo motilón-Barí por la valentía y fuerza característica de esta raza ya que fueron unos de los pueblos indígenas de Colombia que puso mayor resistencia a la conquista de los españoles y fueron estos los que le dieron a los aborígenes el nombre de motilones porque los motilaban con una piedra y chícora.
En 1962, fue el padre Rafael García-Herreros quien entregó la propuesta y en 1965 el concejo de Cúcuta aprobó el levantamiento del monumento por Decreto, con el fin de enaltecer a los aborígenes Nortesantandereanos.
El indio Motilón ha presentado varios cambios en el tiempo. Antiguamente se ubicaba en la redoma del terminal, donde inicia la avenida al barrio Juan Atalaya, donde estuvo por 52 años, actualmente el 16 de julio del 2019 fue trasladado, pintado en un color gris (que el restaurador descubrió que era el color original), con una nueva columna hecha de concreto, cubierto por piedra muñeca y con un piso de gres, material representativo de la región que sostiene sus cuatro metros de altura.
La escultura estuvo pintada de un color piel que no era muy acorde a la tez morena de los indígenas Barí, más tarde, serían César Herrera Rugeles y Rodrigo Durán quienes se encargaron de arreglar y darle un color más apropiado al monumento, el indio motilón pasó de ser de una piel blanca a una más oscura e incluso estuvo un tiempo de un color verde, hasta lo que vemos hoy que es un color gris.[cita requerida]